# Uherčice (Břeclavi járás)
Uherčice település Csehországban, Břeclavi járásban. Uherčice Vranovice, Nosislav, Přísnotice, Popice, Pouzdřany, Velké Němčice és Starovice településekkel határos. Lakosainak száma 1105 fő (2024. január 1.).

## Népesség
A település lakosságának változását az alábbi diagram mutatja:
| Lakosok száma | 1162 | 1213 | 1244 | 1099 | 1080 | 1010 | 1056 | 1071 | 1073 | 1105 |
|               | 1869 | 1890 | 1921 | 1950 | 1980 | 2001 | 2017 | 2019 | 2022 | 2024 |